# All Lives Matter

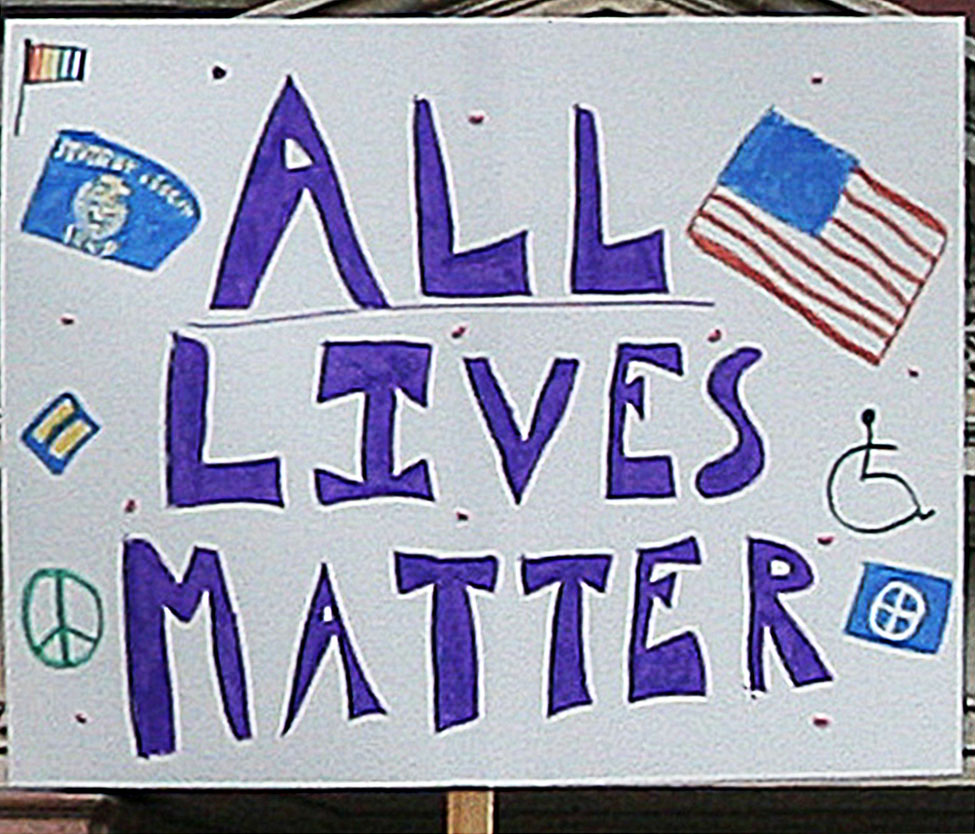
Cartaz "All Lives Matter" num comício em Portland, Estados Unidos, em 4 de junho de 2017.

All Lives Matter (em português: "Todas as Vidas Importam") é uma frase que passou a ser associada a críticos do movimento antirracista Black Lives Matter.

## Apoiadores
Várias pessoas notáveis apoiaram o All Lives Matter. Seus defensores incluem o senador americano Tim Scott. O jogador de futebol americano Richard Sherman também mostrou apoio ao movimento, argumentando que "mantém o que disse, que todas as vidas importam e que somos todos seres humanos". Em junho de 2015, a então candidata à presidência dos Estados Unidos Hillary Clinton, do partido Democrata, sofreu críticas após usar a frase "All Lives Matter" em uma igreja afro-americana no estado do Missouri. O controverso rapper americano XXXTentacion também foi criticado ao apoiar o movimento no clipe da sua música Look at Me!. O vídeo retratava ele – um jovem negro – enforcando uma criança branca. Após as críticas, o cantor disse que o objetivo era mostrar que "não se pode justificar o fato de que eu assassinei uma criança... Estou tentando mostrar que assassinato é assassinato."
O político americano Ben Carson é um defensor do All Lives Matter e crítico ao movimento Black Lives Matter em geral. O senador Rand Paul argumentou que o Black Lives Matter "foca nos alvos errados", afirmando: "Eu acho que eles deveriam mudar o nome, talvez para 'All Lives Matter' ou 'Innocent Lives Matter.'" Em 2016, o então candidato à presidência dos Estados Unidos Donald Trump, hoje presidente, disse que o termo "Black Lives Matter" era divisivo e inerentemente racista.
O deputado português, André Ventura, do Partido CHEGA defendeu também o Movimento All Lives Matter, contrariamente ao Movimento Black Lives Matter. Sendo que chegou a fazer uma manifestação em Lisboa.

## Críticas
De acordo com o professor David Theo Goldberg, "All Lives Matter" reflete um ponto de vista que "ignora e nega os problemas raciais". Em seu talk show, o apresentador Bill Maher demonstrou apoio ao uso da frase "Black Lives Matter", argumentando que "usar a frase 'All Lives Matter' sugere que todas as vidas estão igualmente em risco, mas não estão". Fundadores do movimento Black Lives Matter responderam às críticas pela exclusividade do movimento, dizendo que "'Black Lives Matter' não significa que sua vida não é importante – significa que as vidas negras, vistas sem valor na supremacia branca, são importantes para sua libertação."
Em uma entrevista com Laura Flanders, a co-fundadora do movimento Black Lives Matter Alicia Garza disse que "mudar o nome de 'Black Lives Matter' para 'All Lives Matter' é uma demonstração de como nós, na verdade, não entendemos o racismo estrutural neste país." Ela ainda argumentou que outras vidas são mais valorizadas que as negras, e que tirar a negritude dessa equação era inapropriado.
O ex-presidente dos Estados Unidos Barack Obama afirmou que "A razão pela qual os organizadores utilizaram a frase 'Black Lives Matter' não era por estarem sugerindo que a vida de mais ninguém importasse, mas sim que estavam a sugerir que há um problema específico acontecendo na comunidade afro-americana que não ocorre em outras comunidades." Obama também disse que este é "um problema legítimo que precisa ser solucionado".